# 普勒阿得斯

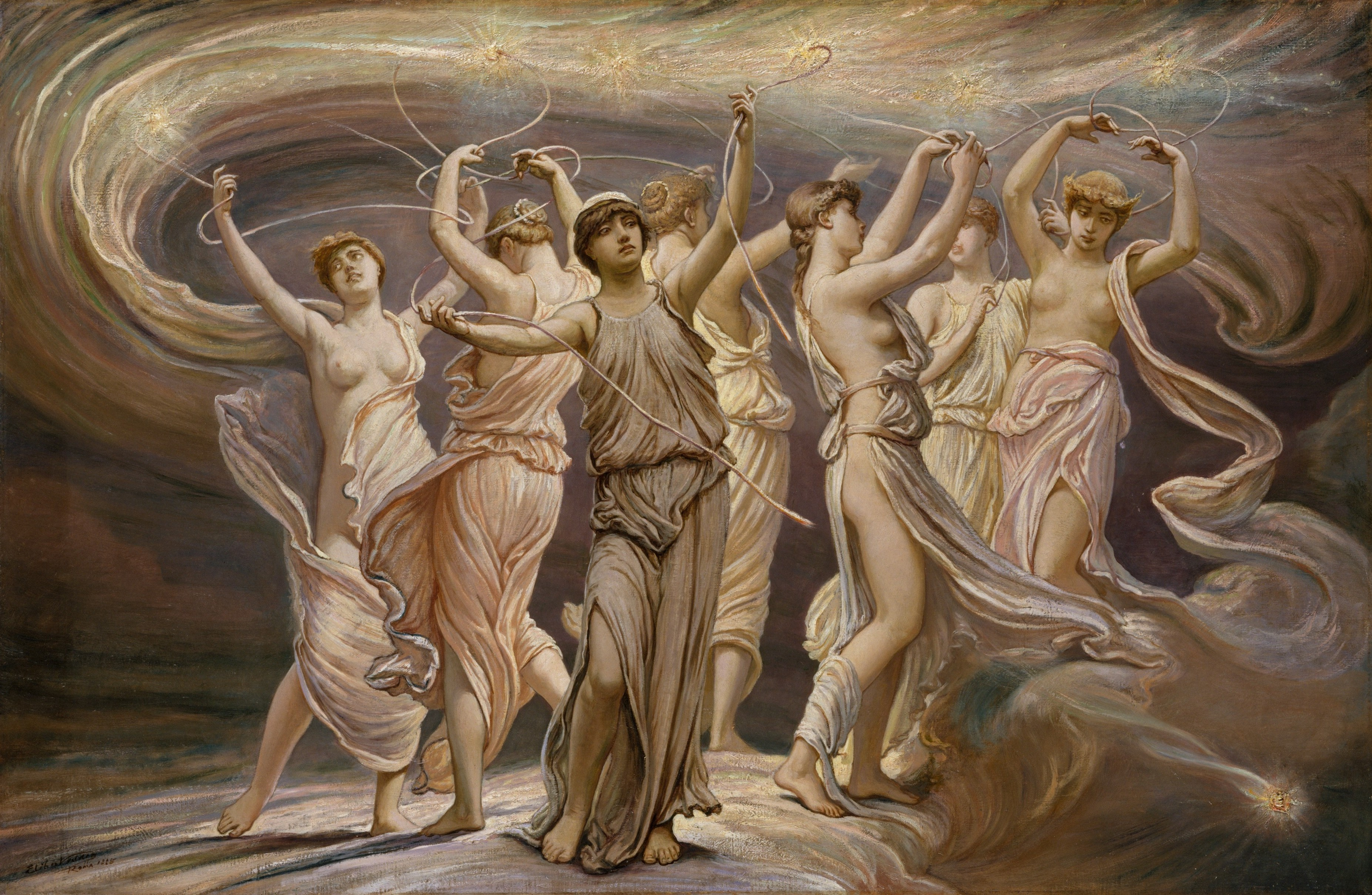
伊莱休·维德《普勒阿得斯》（1885年、大都會藝術博物館收藏）

普勒阿得斯（古希腊语：Πλειάδες, Pleïades）是希腊神话中提坦神阿特拉斯和大洋神女普勒俄涅所生的七个女儿的统称。她们代表天上的昴星团（「七姊妹」），是阿耳忒弥斯的伴神。普勒阿得斯七姊妹从最年长到最年幼，她们的名字依次分别为：邁亞、厄勒克特拉、塔宇革忒、阿尔克俄涅、刻莱诺、斯忒洛珀和墨洛珀。她们与许阿得斯、赫斯珀里得斯以及卡吕普索为同父异母的姐妹关系，一起并称为阿特兰提得斯（Atlantides）。曾经普勒阿得斯与她们这些同父异母的姊妹们以倪塞伊得斯之名养育过年幼的狄俄倪索斯。

## 神话
按照希腊神话，夜空中的昴星团（仅指其中最明亮的7颗恒星）是由普勒阿得斯姐妹变成的。关于她们变成星体的原因，不同的古典作家的说法相差甚远。主要可以归结为三种版本。第一种，普勒阿得斯因为同情父亲阿特拉斯被迫背负整个天空的命运（阿特拉斯在提坦战争中与其他提坦一起反对宙斯，被后者责罚永远支撑天地）而集体自杀，宙斯可怜她们，于是将她们提到天空化为星辰。第二种，普勒阿得斯因为她们的姐妹、总称为许阿得斯的另一组女孩的死亡而异常悲伤，于是纷纷自杀，被宙斯化为星辰（许阿得斯是阿特拉斯与普勒俄涅或埃特拉所生的女儿们，其数量在不同作者笔下有所不同，在2个至7个之间）。第三种，可能是最常见的一种，由赫西俄德所记载。普勒阿得斯受到猎人俄里翁无休止的追求，为了摆脱骚扰，她们恳求众神将自己变成鸽子。这7只鸽子后来又变成了星星。又有说普勒阿得斯变成鸽子后，负责为宙斯运送食物。在通过撞岩时，有一只鸽子不幸死掉，于是宙斯又补充了一只。
在后期神话中，普勒阿得斯被视为山岳神女（宁芙的一种），各自有了自己的配偶，并且是许多神祇和英雄的母亲。七姐妹中最年长者迈亚被宙斯诱奸，生大神赫耳墨斯。厄勒克特拉也与宙斯结合，生特洛伊人的始祖达耳达诺斯。塔宇革忒与宙斯生斯巴达城的建立者拉刻代蒙（古希腊人也称斯巴达人为拉栖第梦人，即以拉刻代蒙为名祖）。阿尔库俄涅与海神波塞冬结合，生许里俄斯。刻莱诺也与波塞冬结合，生吕科斯和倪克透斯。斯忒洛珀与战神阿瑞斯生皮萨国王俄诺马俄斯（也有神话说斯忒洛珀是俄诺马俄斯的妻子而非母亲）。墨洛珀嫁给了凡人西叙福斯，生柏勒罗丰之父格劳科斯（并非海神格劳科斯；希腊神话中有5人以上名叫格劳科斯）。此人因为被马吃掉，变成了专门在运动会上惊吓马车的神祇。

## 神话学

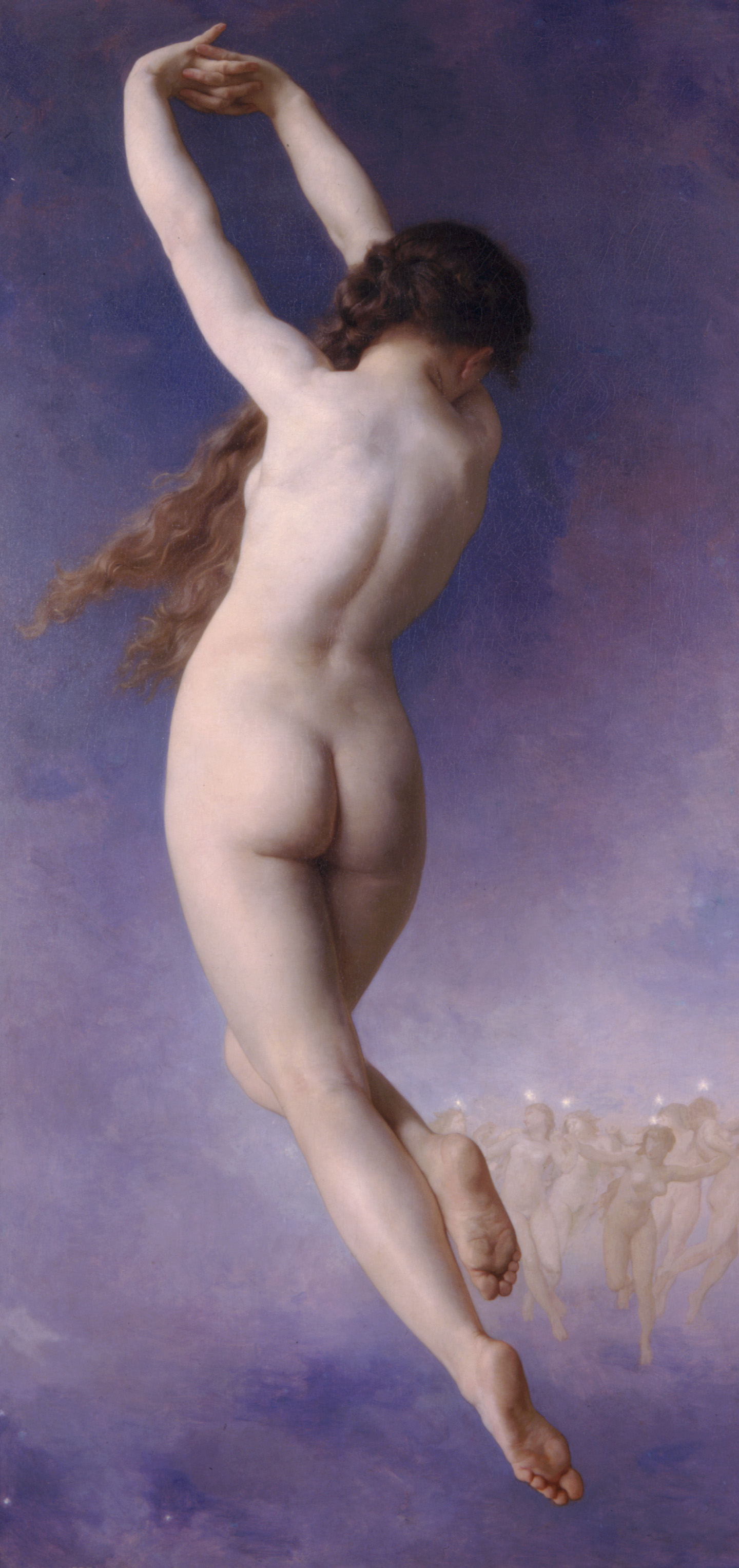
威廉·阿道夫·布格罗《迷失的普勒阿得斯》（1884年、私藏）

普勒阿得斯的神话属于推源论神话，看来是为了解释昴星团的形状而产生的。7颗星中有一颗特别暗淡，据说是由墨洛珀变成的；她羞于自己嫁给了凡人，因此总是掩着脸。关于俄里翁的神话是因为夜空中的猎户座（由俄里翁变成）正好与昴星团相邻。关于鸽子的部分，可能是因为希腊语中鸽子（Περιστέρι）一词的读音与“普勒阿得斯”接近。鸽子的神话在多多那最为流行，该地视鸽子为圣鸟。关于她们的名字，维吉尔认为是从“航海”（πλεῖν）一词衍生而来的，因为昴星团最明亮时，也正是地中海适于航行的时节。
在天文学上，7位普勒阿得斯的名字分别用于命名以下天体：
| 普勒阿得斯                | 古希腊语 | 拉丁语 | 代表天体 |
| ------------------------- | -------- | ------ | -------- |
| 厄勒克特拉                |          |        | 昴宿一   |
| 塔宇革忒                  |          |        | 昴宿二   |
| 斯忒洛珀 又称为阿斯忒洛珀 |          |        | 昴宿三   |
| 迈亚                      |          |        | 昴宿四   |
| 墨洛珀                    |          |        | 昴宿五   |
| 阿尔克俄涅                |          |        | 昴宿六   |
| 刻莱诺                    |          |        | 昴宿增九 |

在罗马神话中，普勒阿得斯的对应者是威耳癸利埃（Vergiliae）。

## 资料来源
- 《世界神话辞典》，辽宁人民出版社，ISBN 7-205-00960-X